# Epinevrio
L'epinevrio costituisce il rivestimento di tessuto connettivo più esterno di un nervo periferico. È formata da tessuto connettivo lasso contenente anche fibre elastiche ed include i vasi nutritivi del nervo e vasi linfatici. Le fibre collagene sono disposte in modo tale da impedire il danneggiamento del nervo a seguito di eccessive trazioni. Nei punti di origine dei nervi cranici e spinali, l'epinevrio si presenta in continuità con la dura madre, ove raggiunge spessori considerevoli; tende ad assottigliarsi man mano che il nervo si ramifica, arrivando talora a mancare nelle ramificazioni più esili.